# Juan de Borgoña el Joven

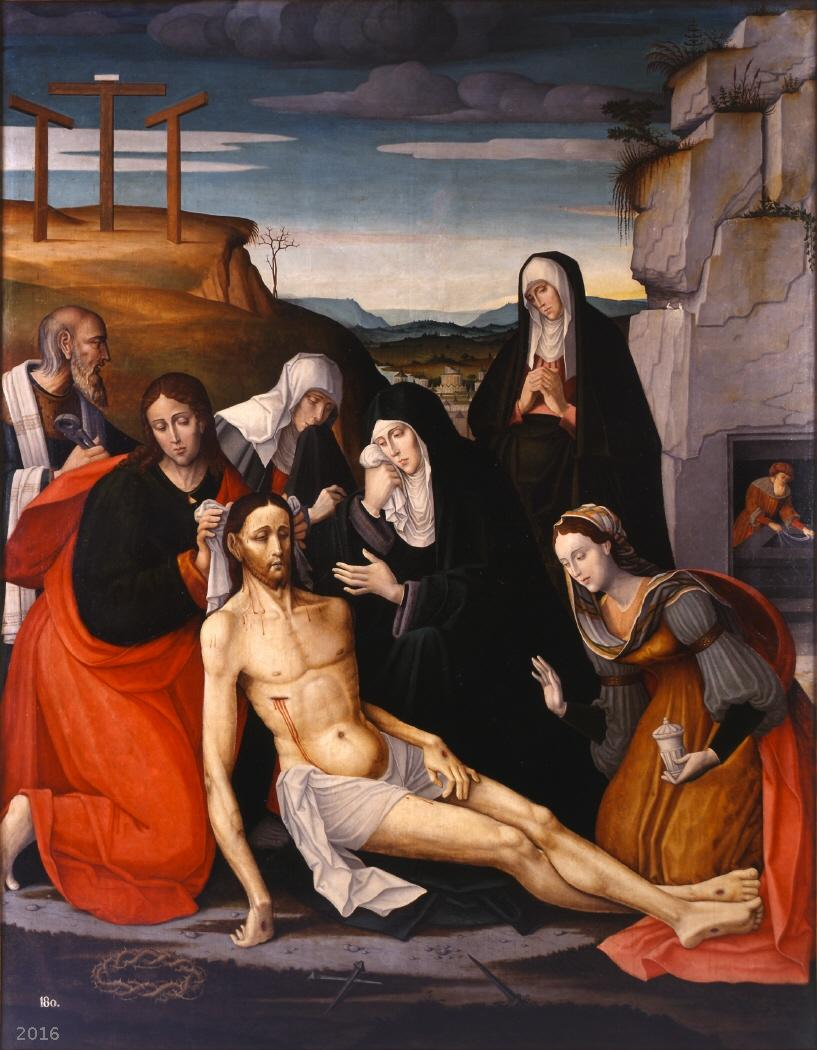
Entierro de Cristo, óleo sobre lienzo, 265 x 205 cm, Valladolid, Museo Nacional de Escultura. Procedente del Monasterio de San Benito el Real de Valladolid, el lienzo presenta los rostros afilados característicos de Borgoña el Joven, a quien fue atribuido por José Carlos Brasas Egido.

Juan de Borgoña el Joven fue un pintor español, hijo de Juan de Borgoña, nacido en Toledo hacia 1500. También se le denomina Juan de Borgoña el Mozo. Completó en Toledo alguna obras de su padre de quien recibe los utensilios de pintura a su muerte y hacia 1553 se le documenta como vecino de Barcelona.
Hay que distinguirlo de Juan de Borgoña de Toro, activo por Toro y Ciudad Rodrigo y que nació en el extranjero, como se documenta en el pleito del retablo de Abezames, al que Fiz Fuertes denomina como Juan de Borgoña II.
Para evitar nombres equívocos que sugieran una relación familiar de filiación, parece mejor dejar a este, con Fernando Marías, como Juan de Borgoña el Joven o el Mozo y seguir el criterio del Museo das Peregrinacións de Santiago de Compostela, que atribuye un cuadro de Santiago Apóstol del autor homónimo foráneo a Juan de Borgoña de Toro.

## Biografía
Hijo de Juan de Borgoña, es verosímil que se formase en el taller paterno. Las noticias referidas a su carrera artística son escasas.
Casaseca, ignorando que Juan de Borgoña de Toro era distinto de él, le atribuyó la participación en el retablo de San Martín de Pinilla de Toro, que evidentemente no es suyo. El estilo que se le había asignado a partir de algunas obras relacionadas con el arte de Juan de Borgoña padre de fecha avanzada, que habían sido atribuidas con anterioridad a maestros castellanos anónimos, los llamados por Chandler R. Post y Diego Angulo Íñiguez Maestro de Pozuelo y Maestro de Toro, ha de ser más bien puesto en relación con el taller de Lorenzo de Ávila, en el que trabajó también Juan de Borgoña de Toro.
Juan de Borgoña el Joven concluyó algunas de las obras que su padre había dejado inacabadas a su muerte, mostrándose fiel a su estilo.